# Wowczyj (stacja kolejowa)
Wowczyj (ukr. Вовчий, ros. Вовчий, węg. Vocsitelep, rusiń. Вовчый) – stacja kolejowa w miejscowości Wowczyj, w rejonie swalawskim, w obwodzie zakarpackim, na Ukrainie. Leży na linii Lwów – Stryj – Batiowo – Czop.
Przed II wojną światową istniał w tym miejscu przystanek kolejowy oraz ładownia.